# إديجر نيبيه
إديجر نيبيه رومري (بالإسبانية: Edgar Neville Romrée)‏ كاتب ومؤلف مسرحي ومخرج سينمائي ورسام إسباني ولد في [مدريد] في 28 ديسمبر 1899. هو رابع كونت لمدينة برلانجا دي دويرو. وتوفي في 23 أبريل 1967.

## حياته وأعماله
ولد في مدريد في 28 ديسمبر عام 1899، في شارع تروخيوس. كان والده إدوارد نيبيه ريدالسيدالي، مهندس إنجليزي وقد تولى عمله في إسبانيا في شركة محركات كانت ملكاً لوالده وكان مقرها في ليفربول، خوليوس ج. نيبيه وشركاه (شركة إنجليزية-إسبانية للمحركات سابقاً)، وكانت والدته ماريا رومري أي بالاثيوس، ابنة الكونت رومري والكونتيسه من بيرلانغادي دويرو وهو اللقب الذي سيرثه في النهاية. وقد قضى طفولته في المنزل الفخم الذي ملكه جديه آل روميري في فالينسيا الواقعة في مدينة الفافار، وهو المكان الذي يتذكره دائماً كواحد من اللأماكن اللأكثر سعادةً في طفولته. كما أنه عاش في جرانخا دي سان إلديفونسو (سيجوفيا)، درس في كلية بيلار حيث ارتبط بالذين قد أسسوا جزء من الثقافة المستقبلية. ظهر ملعه بالرسائل مبكراً جداً.

## روابط خارجية
- إديجر نيبيه على موقع IMDb (الإنجليزية)
- إديجر نيبيه على موقع ألو سيني (الفرنسية)
- إديجر نيبيه على موقع أول موفي (الإنجليزية)
- إديجر نيبيه على موقع قاعدة بيانات الأفلام السويدية (السويدية)
- إديجر نيبيه على موقع قاعدة بيانات الفيلم (الإنجليزية)
- إديجر نيبيه على موقع كينوبويسك (الروسية)